# 제28회 대종상
제28회 대종상의 시상식에 관한 내용이다.

## 수상 및 후보

### 최우수작품상
- 추락하는 것은 날개가 있다 - 다남흥업 수상

### 감독상
- 추락하는 것은 날개가 있다 - 장길수 수상

### 남우주연상
- 코리안 커넥션 - 강신성일 수상

### 여우주연상
- 추락하는 것은 날개가 있다 - 강수연 수상

### 남우조연상
- 수탉 - 김희라 수상

### 여우조연상
- 우묵배미의 사랑 - 유혜리 수상

### 신인남자배우상
- 물의 나라 - 안승훈 수상

### 신인여자배우상
- 수탉 - 최유라 수상

### 신인감독상
- 죄없는 병사들 - 정한우 수상

### 촬영상
- 추락하는 것은 날개가 있다 - 이석기 수상

### 편집상
- 청송으로 가는 길 - 이경자 수상

### 조명상
- 청송으로 가는 길 - 최입춘 수상

### 음악상
- 추락하는 것은 날개가 있다 - 신병하 수상

### 기획상
- 추락하는 것은 날개가 있다 - 이지룡 수상

### 각색상
- 수탉 - 나한봉 수상

### 녹음상
- 추락하는 것은 날개가 있다 - 김범수 수상

### 공로상
- 유동훈/이일목(영화인), 이창무(허리우드극장 대표), 김준후(제작담당) 수상

### 신인상
- 25불의 인간 - 최찬규(기술상) 수상

### 우수작품상
- 수탉 - 대동흥업 수상

### 특별상
- 새벽을 깨우리로다 - 유명순 수상
- 언제나 그 자리에 - 박양희 수상
- 꿈꾸는 식물 - 윤일주(연기상) 수상
- '89 인간시장 - 김종선(연기상) 수상

### 음악효과상
- 코리안 커넥션 - 양대호 수상